# Нидерландский институт классификации аудиовизуальной медиапродукции
Нидерландский институт классификации аудиовизуальной медиапродукции (Nederlands Instituut voor de Classificatie van Audiovisuele Media — NICAM) — институт, отвечающий за контент, предоставленный к обзору для голландской системы оценки кинофильмов Kijkwijzer, и программное обеспечение, предоставленное к обзору для европейской рейтинговой системы компьютерных игр и другого развлекательного программного обеспечения PEGI.

## История
Первый призыв к регулированию в аудиовизуальном мире поступил от правительства в конце 1980-х годов, чтобы защитить молодежь от возможных негативных воздействий. В связи со взрывным ростом аудиовизуальных средств массовой информации Европейская комиссия призвала к действиям, в результате которых в 1997 году была принята статья «не для всех возрастов». В этой записке содержится призыв к независимому институту, который должен был бы служить руководящим институтом для саморегулирования в аудиовизуальной отрасли.
В 1999 году в тесном сотрудничестве с министерствами образования, культуры и науки (OCW), здравоохранения, благополучия и спорта (VWS) и юстиции был создан Nederlands Instituut voor de Classificatie van Audiovisuele Media. NICAM начал с инициирующей и координирующей роли в создании Kijkwijzer, которая была официально принята правительством в 2000 году, и стала законом 22 февраля 2001 года.
В апреле 2003 года перед NICAM была поставлена задача оценить программное обеспечение для компьютерных и видеоигр для недавно созданной Панъевропейской игровой информации . Британский совет по стандартам видео действует в качестве агента NICAM в Соединенном Королевстве из-за «высокой концентрации издателей видеоигр (которые) находятся в Великобритании».
В 2004 году работа NICAM была оценена правительством Нидерландов. Хотя в ходе оценки были выявлены моменты, которые можно улучшить, был сделан вывод о том, что NICAM функционирует хорошо.

## Организация
Президент независимого совета директоров NICAM — г-жа Хеди д’Анкона.
Более 2200 компаний и организаций прямо или косвенно связаны с NICAM. Управляющий совет состоит из представителей общественных и коммерческих вещательных компаний, кинопрокатчиков и операторов кинотеатров, дистрибьюторов, магазинов видеопроката и отделов рекламы.
- Голландская ассоциация производителей и импортеров видео- и аудио-носителей (NVPI)
- Голландская организация видео-подробностей (NVDO)
- Голландская Ассоциация Граммофонных Деталей (NVGD)
- Голландская федерация кинематографии (NFC)
- Голландский радиовещательный фонд (NOS), представляющий всех голландских общественных вещателей
- Ассоциация спутниковых телерадиовещателей (VESTRA)